# ホテル (曲)
「ホテル」は、なかにし礼・作詞、浜圭介・作曲による日本の歌謡曲。この曲は各社競作で、当初から複数の歌手によるバージョンがシングル盤としてリリースされた。元々歌詞の主人公は女性であるが、おもに男性歌手によって歌われることが多い。
1984年に発売された立花淳一のバージョンが80万枚を越える最大のヒット作となったとされるが、1985年には、島津ゆたか、森本英世のバージョンも発売され、それぞれ一定の成功を収めた。特に島津にとっては、この曲はヒット曲、代表曲と見なされている。さらに、島津は1985年の 第18回日本有線大賞においてこの曲で有線音楽賞を受賞しており、この曲の代表的な歌手として扱われている。
女性歌手による歌唱としては、シングル化はされていないが、テレサ・テンによるものがある。
2012年から、福山雅治のラジオ番組『福山雅治のSUZUKI TALKING F.M.』のコーナー「Hotel de 福山」のテーマ曲として、島津のバージョンが用いられるようになった。